# José Antonio Sánchez Villalobos
José Antonio Sánchez Villalobos (El Ejido, Almería, España, 6 de julio de 1991) es un árbitro de fútbol español adscrito al CTA andaluz. Desde la temporada 2024‑25 milita en la Segunda División.
Fue el primer colegiado almeriense en participar como árbitro de VAR, según la prensa provincial, y ascendió a la categoría de plata en junio de 2024.

## Trayectoria
Debutó en la extinta Segunda División B en la temporada 2014‑15 y permaneció siete campañas hasta 2020‑21. Tras la reestructuración, dirigió en Primera Federación durante tres temporadas (2021‑24). En la 2024‑25 se estrenó en el fútbol profesional, debutando en Segunda División el 23 de agosto de 2024 en el Racing de Santander‑Eibar.
Durante su primera campaña en LaLiga Hypermotion 2024‑25 arbitró, entre otros, el Eibar–Albacete de la jornada 24 en Ipurúa. También fue protagonista informativo en la previa del CD Tenerife–Eibar del 26 de abril de 2025, primer cruce del colegiado con el conjunto blanquiazul.

## Temporadas
| Categoría          | País   | Años          | Partidos |
| ------------------ | ------ | ------------- | -------- |
| Segunda División B | España | 2014–2021     | 73       |
| Primera Federación | España | 2021–2024     | 37       |
| Segunda División   | España | 2024–2025     | 20       |
| Segunda División   | España | 2025–presente | —        |

Datos por categoría según BDFutbol (actualizado a 17/08/2025).